# The Fatal Witness
Pour plus de détails, voir Fiche technique et Distribution.
The Fatal Witness est un film américain réalisé par Lesley Selander, sorti en 1945.

## Synopsis
Un riche playboy a un alibi en béton lorsqu’on l'interroge sur le meurtre de sa riche tante mais la police va enquêter.

## Fiche technique
- Titre : The Fatal Witness
- Réalisation : Lesley Selander
- Scénario : Jerry Sackheim et Cleve Franklin Adams, adaptation de la pièce Banquo’s Chair de Rupert Croft-Cooke
- Production : Rudolph E. Abel et Armand Schaefer
- Format : Noir et blanc — 35 mm — 1,37:1 — Son : Mono
- Genre : Film dramatique, Thriller, Film noir
- Durée : 65 minutes

## Distribution
- Evelyn Ankers : Priscilla Ames
- Richard Fraser : Inspector William 'Bill' Trent
- George Leigh : John Bedford
- Barbara Everest : Lady Elizabeth Ferguson / Vera Cavanaugh
- Barry Bernard : Scoggins
- Frederick Worlock : Sir Humphrey Mong
- Virginia Farmer : Martha, the maid
- Colin Campbell : Sir Malcolm Hewitt
- Crauford Kent : Jepson, the butler
- Peggy Jackson : Gracie Hallet
- Elaine Lange : Tillie - pub waitress
- Harry Cording : Gus, pubkeeper
- Boyd Irwin : Randall - the Tailor